# Waterford (Connecticut)
Waterford – miasto w Stanach Zjednoczonych, w stanie Connecticut, w hrabstwie New London.